# Punta Cana International Airport
Punta Cana International Airport is de voornaamste luchthaven van de Dominicaanse Republiek en ligt in het uiterste oosten van het eiland Hispaniola.  In 2011 verwerkte de luchthaven 4.460.583 passagiers.

## Maatschappijen en bestemmingen
- Aeroflot - Moskou-Sheremetyevo
- Aerolinas Mas - Santiago de los Caballeros, Santo Domingo
- Air Canada - Montréal-Trudeau, Toronto-Pearson (stopt 3 juli 2013)

Seizoensgebonden Halifax, Ottawa
- Air Canada Rouge - Toronto-Pearson (vanaf 4 juli 2013)
- Air France - Parijs-Charles de Gaulle
- Air Transat - Seizoensgebonden Calgary, Edmonton, Halifax, Montréal-Trudeau, Québec-City, Regina, Toronto-Pearson, Vancouver
- American Airlines - Miami
- Wamos Air - Madrid

Seizoensgebonden New York-JFK
- Apple Vacantions uitgevoerd door Frontier Airlines - Chicago, Cincannati, Philadelphia

Seizoensgebonden Baltimore, Cleveland, Springfield, Pittsburgh, St. Louis
- Arkefly - Amsterdam

Seizoensgebonden Basel/Mulhouse
- Avianca - Bogota
- British Airways - Londen-Gatwick
- Canjet - Halifax, Montréal-Trudeau, Québec-City, St. John's, Toronto-Pearson, Winnipeg

Seizoensgebonden Hamilton, Ottawa
- Condor - Frankfurt

Seizoensgebonden München (vanaf 2 november 2013), Vienna
- Copa Airlines - Panama-City
- Corsair International - Parijs-Orly
- Delta Airlines - Atlanta, New York-JFK

Seizoensgebonden Detroit, Minneapolis
- Edelweiss Air - Zürich
- Frontier Airlines - Seizoensgebonden Denver
- Gol Transportes Aéreos - Caracas, Sao Paulo
- Insel Air - Miami, San Juan
- Jetairfly - Brussel
- JetBlue Airways - Boston, New York-JFK, San Juan
- LATAM Airlines Argentina - Buenos Aires, Miami
- LATAM Airlines Chile - Miami, Santiago de Chile
- LATAM Airlines Perú - Lima
- Miami Air - Boston, Miami, New York-JFK

Seizoensgebonden Atlantic-City, Cincinnati, Houston, Norfolk, San Juan
- Perla Airlines - Porlamar
- SATA International - Lissabon
- Servicios Aéreos, Profesionales - Antigua, Aruba, Bridgetown, Curaçao, Holguin, Pointe-à-Pitre, Port of Spain, Sint Maarten, Santo Domingo, Varadero
- Spirit Airlines - Fort Lauderdale
- Sun Country Airlines - Seizoensgebonden Dallas, Lansing, Minneapolis
- Sunwing Airlines - Bagotville, Gander, Halifax, Londen(OK), Moncton, Montréal-Trudeau, Ottawa, Québec-City, St. John's, Toronto-Pearson, Kitchener, Hamilton, Val-D'or, Winnipeg
- Thomas Cook Airlines - Londen-Gatwick, Manchester(UK)
- Thomson Airways - Birmingham(UK), East Midlands, Londen-Gatwick, Manchester(UK)

Seizoensgebonden Moskou-Sheremetyevo, St. Petersburg
- Travel Service Airlines - Warschau, Praag
- United Airlines - Newark

Seizoensgebonden Chicago, Washington
Seizoensgebonden Boston
- Westjet - Montréal-Trudeau, Toronto-Pearson

Seizoensgebonden Halifax, Hamilton, Ottawa
- White Airways - Seizoensgebonden Lissabon
- XL Airways France - Brussel, Parijs-Charles de Gaulle

Seizoensgebonden Bordeaux, Lyon, Nantes, Toulouse